# Patrol wojskowy na Zimowych Igrzyskach Olimpijskich 1936
Patrol wojskowy na Zimowych Igrzyskach Olimpijskich 1936 w Garmisch-Partenkirchen był dyscypliną pokazową. Zawody odbyły się 14 lutego. Udział wzięło 9 drużyn męskich. Udział wzięli również reprezentanci Polski, którzy zajęli ostatnie miejsce w tych zawodach.
Najlepsi okazali się Włosi, drugie miejsce zajęli reprezentanci Finlandii, a na najniższym stopniu podium stanęli Szwedzi.

## Wyniki
| Pozycja | Reprezentacja  | Zawodnicy                                                         | Czas      |
| ------- | -------------- | ----------------------------------------------------------------- | --------- |
| 1       | Włochy         | Enrico Silvestri Luigi Perenni Stefano Sertorelli Sisto Scilligo  | 2:28:35,0 |
| 2       | Finlandia      | Eino Kuvaja Olli Remes Kalle Arantola Olli Huttunen               | 2:28:49,0 |
| 3       | Szwecja        | Gunnar Wåhlberg Seth Olofsson Johan Wiksten John Westbergh        | 2:35:24,0 |
| 4       | Austria        | Albert Bach Edwin Hartmann Franz Hiermann Eugen Tschurtschentaler | 2:36:19,0 |
| 5       | III Rzesza     | Herbert Leupold Johan Hieble Hermann Lochbühler Michael Kirchmann | 2:36:24,0 |
| 6       | Francja        | Jacques Faure Marcel Cohendoz Eugène Sibué Jean Morand            | 2:40:55,0 |
| 7       | Szwajcaria     | Arnold Kaech Josef Jauch Eduard Waser Josef Lindauer              | 2:43:39,0 |
| 8       | Czechosłowacja | Karel Šteiner Josef Mateasko Bohuslav Musil Bohumil Kosour        | 2:50:08,8 |
| 9       | Polska         | Władysław Żytkowicz Jan Pydych Józef Zubek Adam Rzepka            | 2:52:27,0 |